# Oadby and Wigston
Oadby and Wigston – dystrykt w hrabstwie Leicestershire w Anglii.

## Miasta
- Oadby
- Wigston Magna

## Inne miejscowości
- Kilby Bridge
- South Wigston